# Dir En Grey
I Dir En Grey sono un gruppo musicale experimental metal giapponese. Il nome del gruppo viene spesso contratto dai fan in Diru (pronuncia della trascrizione in katakana della prima parola del loro nome) o semplicemente Dir. Il gruppo è uno dei maggiori esponenti della corrente visual kei.
Il loro stile musicale si è modificato nel corso del tempo: se a inizio carriera la band suonava un rock sperimentale sullo stile di molte band indie visual kei giapponesi, nel corso degli anni sono diventati un gruppo sempre più sperimentale, adottando uno stile dal sound duro e heavy, con evidenti contaminazioni di metal estremo in molti dei loro brani, soprattutto a partire dall'album The Marrow of a Bone. In particolare, lo stile vocale di Kyo si è evoluto, passando (anche nello stesso brano) da un canto pulito e melodico, a una tonalità molto acuta e tagliente, a un potente scream e a un cupo growl.

## Storia del gruppo

### L'inizio coi La:Sadie's
La carriera musicale del gruppo inizia con la formazione della band del kansai indie La:Sadie's nel dicembre del 1995, che si presentava come una classica band visual kei, sia nello stile che nel sound, ispirandosi a band famose nel territorio nazionale, come i Kuroyume, del cui affermato cantante Kyo sembra infatti essere un grande fan.
La formazione originale vedeva Kyo come cantante, Die e Shio come chitarristi, Kisaki (il leader) come bassista e, infine, Shinya come batterista. La band pubblicò due singoli e nove demo tapes.
Insieme, ebbero una carriera molto breve: il primo a lasciare la band fu, infatti, Shio che nel 1996 venne sostituito da Kaoru, mentre il 15 gennaio del 1997 fu, invece, Kisaki ad abbandonare il gruppo. La band assunse così Toshiya un giovane bassista originario della prefettura di Nagano, e dette vita alla prima ed unica formazione ufficiale del gruppo, con la quale si esibirono per un certo periodo a Nagano con il nome di Deathmask, prima di cambiare il nome della band in Dir en grey (nome ispirato alla canzone Dir en gray, uno dei primissimi brani dei Lareine).

### Il debutto major e il successo

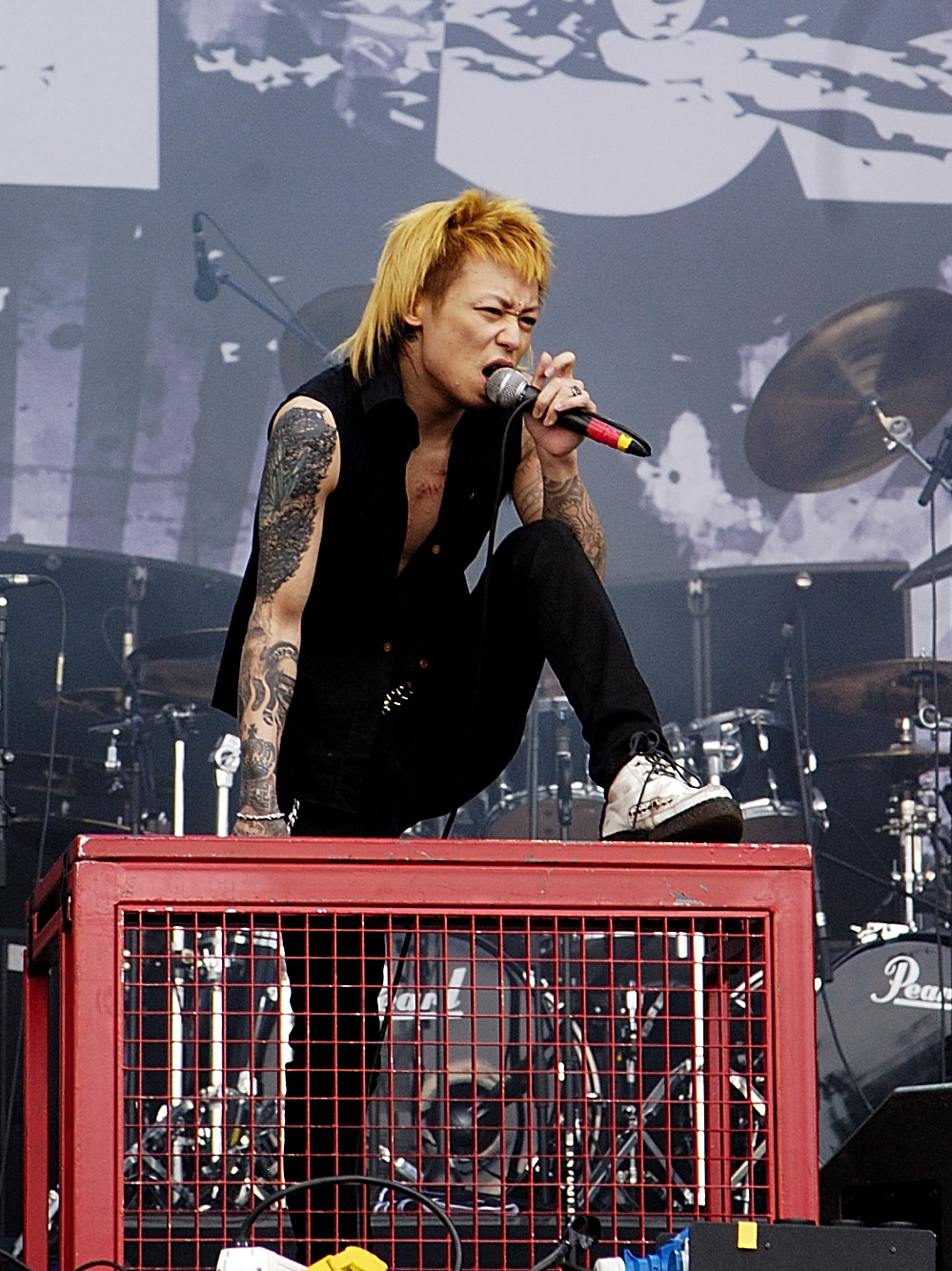
Kyo in concerto

Nel 1997 realizzarono il loro primo EP, Missa, riscuotendo i primi assaggi di notorietà nella classifica musicale giapponese. Nel 1998 iniziò la loro scalata al successo.
Nell'agosto di quell'anno un loro singolo scala le classifiche di vendita raggiungendo la 7ª posizione della Oricon chart giapponese.
Dopo vari tentativi attirarono l'attenzione di uno dei loro idoli e grande produttore musicale, Yoshiki, ex batterista dei famosi e (in quel periodo scioltisi) X Japan.
Durante il 1999, dopo la pubblicazione di vari singoli di successo, realizzarono il primo album sotto etichetta major, Gauze.
L'album riprese molte sonorità del loro periodo indie risultando leggermente discordante dalle vedute pop delle produzioni di Yoshiki. Malgrado il successo ricevuto sotto l'ala protettiva del celebre batterista, il gruppo decise di staccarsi dalla sua supervisione già dopo il concerto del dicembre 1999 all'Osaka-jō Hall.
Da allora il successo dei Dir En Grey continuò ad aumentare, rendendoli una delle band più significative del filone musicale giapponese visual kei.
Nel 2000 uscì il secondo album Macabre il quale ha un sound più industrial con influenze di scream.
Dopo un loro tour in Cina, Taiwan e Corea del Sud e un altro EP Six Ugly nel 2002 esce Kisou contenente un sound metal.
La band continuò nel 2003 a sperimentare i generi con l'album Vulgar, dove il sound si fa più heavy e progressivo rispetto alle produzioni precedenti.

### DaWithering to deathverso la notorietà internazionale
Nel 2005, con l'album Withering to death. si aprirono al successo internazionale raggiungendo la posizione numero 80 nella classifiche finlandese mentre a settembre, con il singolo Clever sleazoid, si posizionano alla numero 20.
Sempre in quell'anno parte il tour "It withers and withers" che arrivò a toccare anche l'Europa, con date a Berlino e Parigi, due festival tedeschi, ed un festival in Belgio.
Nel marzo del 2006 raggiunsero anche l'America, con date live andate esaurite in pochissimo tempo grazie al supporto della loro label statunitense, la Free WIll America.
A maggio e giugno dello stesso anno, con il tour It withers and withers -Final- tornarono in Germania (Berlino e Colonia) e ai festival tedeschi Rock am ring e Rock im park.
Durante l'estate 2006 il loro successo si ampliò a numerose stratificazioni di fans musicali grazie alla partecipazione al Family Values Tour, tournée americana organizzata dalla popolare band metal Korn, dove divisero il palco con gruppi affermati a livello mondiale, quali Deftones, Flyleaf, Stone Sour ed altri di minore importanza.

### The Marrow of a BoneeUroboros: verso sonorità più heavy
Il 7 febbraio 2007 uscì il sesto album dei Dir En Grey, The Marrow Of A Bone, con il quale svoltarono verso un sound sempre più heavy e un uso aggressivo della voce di Kyo, con parti cantate in scream e growl. Dal 1º febbraio 2007 sono rimasti impegnati in una lunga tournée negli USA e dal 1º agosto anche in Europa.
Nell'estate 2007 hanno suonato al Wacken Open Air, uno dei più importanti festival metal del mondo.
I Dir En Grey conclusero il 2007 con il nuovo singolo Dozing Green e commemorano il loro decennale con la doppia raccolta di successi Decade 1998-2002 & Decade 2003-2007 con molte canzoni rivisitate e remixate per un suono notevolmente più pulito.
Dopo un 2008 di registrazioni alla Sony Bulding Records di Tokyo, in primavera hanno annunciato la creazione di un nuovo album, uscito il 12 novembre 2008 chiamato Uroboro, che alterna pezzi più duri e violenti, marchiati dal potente growl di Kyo, ad una musica più melodica e meno aggressiva, con dei testi quasi interamente in madrelingua giapponese, cosa non successa nel precedente album Marrow of a Bone 2007 e a un'atmosfera che richiama la miticità della cultura asiatica.
Un'anteprima di questa evoluzione è rappresentata dal singolo, uscito il 10 settembre 2008, Glass Skin con annesso video musicale.

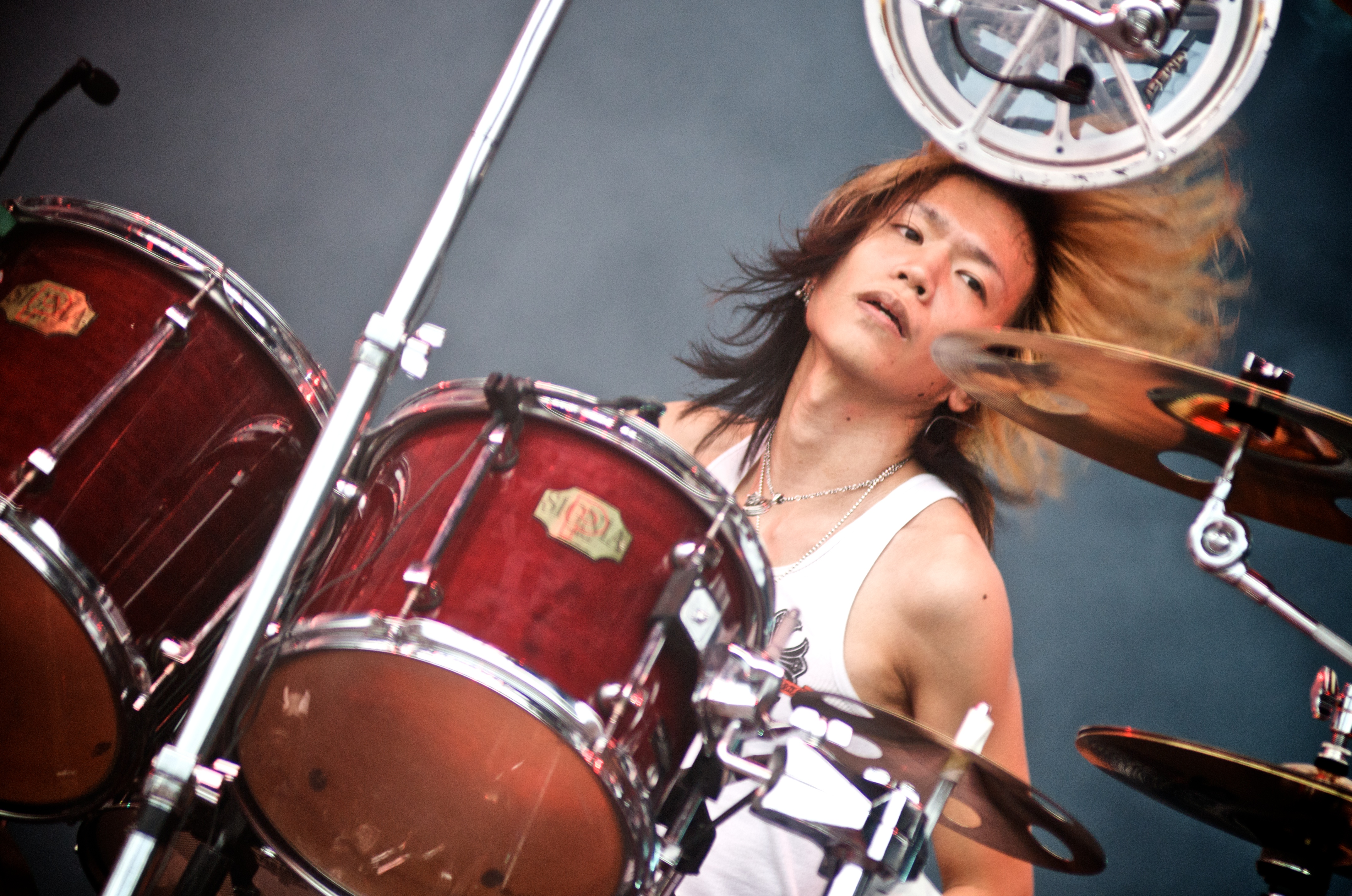
Shinya in concerto

A fine 2008, i Dir En Grey sono stati impegnati in un tour giapponese e in un altro oltreoceano, negli Stati Uniti con due tappe in Canada per la presentazione ufficiale del nuovo album.
Uno speciale live, chiamato Uroboros - breathing è stato presentato il 29 dicembre 2008 negli studi dell'Osaka-jō Hall, famoso per il loro live del 1999, da cui l'omonimo DVD, che ha segnato uno dei momenti più alti della loro carriera visual kei.
Nel gennaio 2009 hanno partecipato al Kerrang! Relentless Tour 2009, tour musicale in Gran Bretagna e Irlanda insieme alle band Bring Me the Horizon, Black Tide, Mindless Self Indulgence e In Case of Fire, attraverso 15 tappe in altrettante città britanniche e irlandesi. Il Tour è servito come promozione all'album da poco pubblicato.
Il cantante Kyo ad aprile 2009 è stato ospedalizzato a Saitama per un edema acuto alle corde vocali, tanto da dover posticipare tre tappe del tour giapponese "Feast of V Senses". Tuttavia in un paio di mesi la sua voce è ritornata alla normalità.
Nel giugno 2009 sono stati impegnati in un Tour europeo che ha toccato anche l'Italia, con tappa a Milano alla discoteca alternativa Alcatraz. Le altre date hanno toccato Germania, Francia, Polonia, Repubblica Ceca e Svezia, oltre ai festival Download Festival e Nova Rock festival, rispettivamente a Derby, Inghilterra, e in Austria, insieme alla ormai consolidata partecipazione ai festival tedeschi Rock am ring e Rock im park.
Tornati in patria, dopo un'estate di registrazioni per un DVD di videoclip musicali, "AVERAGE BLASPHEMY", hanno partecipato ad un Tour tutto giapponese con tappe a Osaka, Kyoto e Tokyo.

### Il Post-UroboroseDum Spiro Spero: sonorità sempre più estreme e sperimentali

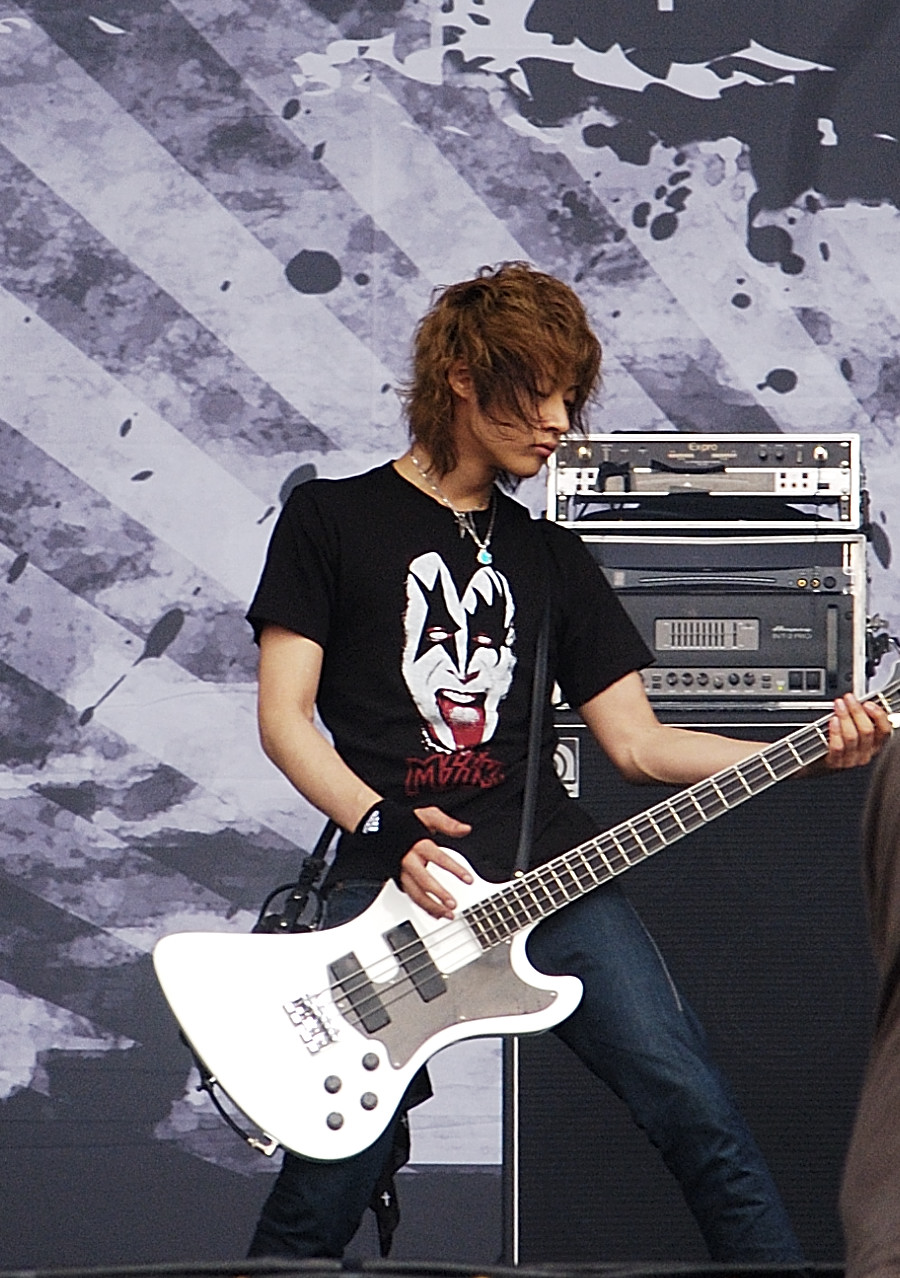
Toshiya in concerto

Il 2 dicembre 2009 è uscito il loro nuovo singolo, Hageshisa to, kono mune no naka de karamitsuita shakunetsu no yami, che presenta un sound molto duro con varie contaminazioni di metal estremo ed un canto quasi interamente in growl, annoverando tra le canzoni lato B nuove versioni di, -ZAN-, e Shokubeni "Shot in one take", anch'esse rivisitate in chiave estrema.
Nel gennaio 2010 saranno pronti a chiudere l'era dell'album Uroboros con due spettacoli al Nippon Budoukan di Tokyo, già proiettati verso il loro prossimo passo musicale. Questo live segna un punto di svolta definitivo nel sound della band: forte è infatti l'influenza death metal, tanto che brani storici come saku e -ZAN- vengono reinterpretati in chiave extreme metal, in linea con quanto accaduto nel singolo Hageshisa to, kono mune no naka de karamitsuita shakunetsu no yami.
Nel 2010 si esibiscono al festival Sonisphere a Londra presso la casa KOKO live il 6 agosto.
il 22 giugno 2011 vede l'uscita del singolo Different Sense.
Viene annunciato, pochi giorni dopo, che l'ottavo full-length, che si intitolerà "DUM SPIRO SPERO", verrà pubblicato 2 anni e 9 mesi dopo Uroboros, più precisamente il 3 agosto 2011, ed includerà 14 brani, tra cui "Hageshisa To, Kono Mune No Naka De Karamitsuita Shakunetsu No Yami", "Lotus" e "Different Sense. L'album stilisticamente si rivela il più estremo e sperimentale della band ad oggi, marcando notevolmente gli elementi extreme metal ed adottando un sound denso e cupo.
Nel 2012 i Dir En Grey sono costretti a cancellare il tour mondiale programmato, a causa dei problemi di salute di Kyo: pare infatti che il medico di Kyo abbia suggerito la cancellazione del tour per la presenza di più polipi alla gola che potrebbero richiedere un'operazione ed esami più approfonditi.
Questa non è la prima volta che Kyo viene ricoverato: nel 2000 fu ricoverato in ospedale a causa di problemi di udito (tuttora rimane parzialmente sordo all'orecchio sinistro) e nel 2006 e 2009 gli fu diagnosticato un edema alla laringe.
La band ha dichiarato che il loro futuro sarà incerto fin quando il cantante non si riprenderà pienamente.

### 2013:The Unravelinge il tuffo nel passato
Il 3 aprile 2013 viene pubblicato The Unraveling, il secondo mini-album della band, che includerà una sola canzone inedita, Unraveling, mentre gli altri pezzi saranno nuove registrazioni con un sound più moderno di canzoni già presenti nei loro album precedenti, come Kasumi, Unknown. Despair. Lost, e "The Final". Altre due edizioni del mini album includono una edizione limitata, e una edizione limitata Deluxe. L'edizione limitata sarà composta da 2 dischi, il primo disco conterrà le canzoni incluse nella versione standard, nel secondo disco, un dvd, ci saranno delle scene riprese durante la registrazione dell'album. L'edizione limitata Deluxe sarà composta da 3 dischi, come nella precedente, nel primo disco ci saranno le canzoni incluse nella versione standard, mentre nel secondo disco saranno incluse le versioni Unplugged di Unraveling e The Final, e in più una nuova registrazione di Macabre (tratta dall'omonimo album del 2000). Infine, il terzo disco, un dvd, conterrà oltre alle scene riprese durante la registrazione dell'album, altri pezzi live e due registrazioni video in studio conosciute come Shot in one take, ovvero registrate in una sola ripresa.

### Archee un sound completamente nuovo
In data 5 agosto 2014 viene annunciata la data di uscita di un nuovo album, Arche ("Origine" in greco). Il nuovo disco sarà pubblicato il 10 dicembre 2014, dopo 3 anni e 4 mesi dall'uscita di Dum Spiro Spero. Dal sito ufficiale si possono leggere alcune considerazioni fatte dai membri della band in merito al nuovo "sound" adottato per questo album. Die svela che il "sound" sarà assolutamente nuovo e originale rispetto a Dum Spiro Spero, mentre Toshiya sostiene di non essere in grado di spiegare questo nuovo "sound" a parole, e che non ci riuscirà mai, non importa quanto ci provi. Il nuovo album sarà accompagnato da un tour, intitolato "TOUR14-15 BY THE GRACE OF GOD", con le prime due date, 17 e 18 novembre 2014 a Kanagawa, riservate ai membri del Fan Club ｢a knot｣, le altre date comprenderanno città come Tokyo, Kyoto, Osaka, Aichi, Fukuoka e Nagasaki.

## Formazione
- Kyo (京?, Kyo), voce
- Kaoru (薫?, Kaoru), chitarra
- Die (Die?), chitarra
- Toshiya (Toshiya?), basso
- Shinya (Shinya?), batteria

## Discografia
- 1997 - MISSA (Mini-album)
- 1999 - Gauze
- 2000 - Macabre
- 2002 - Kisou
- 2002 - Six Ugly (Mini-album)
- 2003 - Vulgar
- 2005 - Withering to death.
- 2007 - The Marrow of a Bone
- 2008 - Uroboros
- 2011 - Dum Spiro Spero
- 2013 - The Unraveling
- 2014 - Arche
- 2018 - The Insulated World
- 2022 - Phalaris

## Scream for the Truth[9]: la polemica sul post-Fukushima
Nell'ottobre 2011 la band lancia una forte polemica contro il governo giapponese, accusandolo di nascondere la verità riguardo al livello di radiazioni dopo il disastro nucleare causato dal terremoto e tsunami del marzo 2011, mentendo di fatto al popolo giapponese ed all'opinione pubblica internazionale, pubblicando inoltre un videomessaggio su YouTube.